# Пенчо Константинов
Пенчо Константинов (буг. Пантелей Константинов; Велес, 10. јун 1881 Велес, Османско царство – јул 1906, Куртов камен, (Крапа), Османско царство) је био бугарски официр (потпоручник), револуционер и војвода у тајној организацији ТМОРО. Убијен је у борби на Куртовом камену од стране српских четника.

## Биографија
Пенчо Константинов је рођен 1881. године у граду Велес, тада Османско царство, данас Македонија. Завршава петоразредну Софијску класичну гимназију, након чега упише у Војну школу, коју заврши 1903. године. Након војне школе уђе у 13. пешачки рилски пук. Као потпоручник учествује у илинданском устанку, где води бугарске комите код планине Китке и код Султан тепе (Осоговска планина). Касније код Велеса замени, 20. маја 1905., убијеног бугарску војводу, Стевана Димитрова. 
Стефан Аврамов је војводу Константинова описао као вредног комиту, који ни мало није жалио свој живот и хтео је да очисти рејон (Македонију) од српске пропаганде. Свој рејон Велеса је хтео да дигне на раван као што је био битољски рејон. Константинов је говорио да Велес мора да се очисти од пропаганде. 
1905. и 1906. године привуче нове, искусне, комите у своју чету, да прижу јачи отпор спрским четницима, коју су након пропада илинданског устанка много активни у велешкој кази. Са војводама Тодорјев Дачевом и Темељком Наумовом ојачао је позицију Бугара. Према бугарској пропаганди, ти су крајеви били превише србомански, такође су казнили Србе, за које су говорили да су шпијуни.
Дана 19. јуна 1905. године у селу Степанци бори се против српских четника са војводом Глигорјем Соколовићем, када се повукао због долазка турских аскера. Крајем јуна 1905. удружио је комите са четом охридске војводе Дејана Димитрова, прилепском четом Георгија Ацева и кичевским војводом Петром Радевим-Пашом. 20. јуна 1905. збила се борба на Мукосу, са српским четама Глигора Соколовића и Јована Бабунскиа, у којој је био Константинов рањен. 18. априла 1906. комите војводе Бобија Стојчева и Пенча Константинова су опкољене од турксих аскера, код манастира Свети Јован Ветерски (село Ветерско, Велес). Бој је трајао цео дан и спасили су се пробојем кроз обруч током ноћи.
8. или 9. јула 1906. чета Пенча Константинова падне у српску заседу војводе Глигорја Соколовића и Јована Бабунског код Куртовог камена (Крапа). У боју код Куртовог камена убијен је, заједно са бар 17 бугарских комита.